# Elizabeth Forsythe Hailey
Elizabeth Forsythe Hailey (31 de agosto de 1938 en Dallas, Texas) es una guionista y dramaturga estadounidense.

## Biografía
Estudió en la Sorbona de París y recibió su licenciatura en Hollins College, ahora Hollins University en Roanoke, Virginia en 1960. En el mismo año se casó con Oliver Hailey, dramaturgo y padre de sus hijas. Trabajó brevemente en periodismo y publicaciones antes de empezar a escribir junto a su marido epara cine y televisión. Los dos fueron consultores creativos para la popular serie de televisión Mary Hartman, Mary Hartman.
Su primera novela Una mujer de recursos, un éxito de ventas, publicada en 1978, año en que cumplió cuarenta años, se inspiró en la vida de su abuela. Junto a Oliver Hailey, la adaptó para el escenario en 1983 como una obra de teatro unipersonal protagonizada por Barbara Rush. La obra ganó el Premio de la Crítica de Los Ángeles.  En 1995, A Woman of Independent Means (Una mujer de recursos) se convirtió en una miniserie de NBC de seis horas protagonizada por Sally Field.  Posteriormente, publicó tres novelas más: Vidas sentenciadas (1982), Joanna's Husband and David's Wife  (1986, que también adaptó para el escenario como una obra de teatro para dos personas) y Home Free en 1991.

## Vida personal
Hailey nació como la mayor de cuatro hijos de Earl Andrew Forsythe, abogado, y Janet Kendall Forsythe. Ella y su difunto esposo, el dramaturgo Oliver Hailey, tienen dos hijas, Kendall Hailey y Brooke Hailey Egan.  

## Libros
- Una mujer de recursos, 1978
- Vidas sentenciadas, 1982[4]
- Joanna's Husband and David's Wife, 1987[5]
- Home Free, 1991[6]